# Aslıhan Güner
Aslıhan Güner (* 17. Dezember 1987 in Istanbul) ist eine türkische Schauspielerin.

## Leben und Karriere
Güner wurde am 17. Dezember 1987 in Istanbul geboren. Ihre Mutter kommt aus Malatya und ihr Vater stammt aus Sivas. Ihre Familie ist mütterlicherseits bosnischer Abstammung. Güner brach die Universität ab und studierte Schauspiel am Barış Manço Kulturzentrum.
Ihr Debüt gab sie 2002 in der Fernsehserie Sırlar Dünyası. Ihren Durchbruch hatte sie in  Asi und Şefkat Tepe. Außerdem trat sie in den Filmen The İmam und Sümela'nın Şifresi: Temel auf. Im Juni 2013 heiratete Güner den Schauspieler Mert Kılıç.

## Filmografie
Filme
- 2005: The İmam
- 2007: Sözün Bittiği Yer
- 2011: Sümela'nın Şifresi: Temel
- 2012: Moskova'nın Şifresi: Temel
- 2015: Selam: Bahara Yolculuk
- 2017: Ver Kaç
- 2019: Akıllara Seza
- 2022: Komutan

Serien
- 2002: Sırlar Dünyası
- 2004: Büyük Buluşma
- 2006: Selena
- 2006: Esir Kalpler
- 2006: Eksi 18
- 2006: Sevda Çiçeği
- 2006: Çemberimde Gül Oya
- 2007: Yuvamı Yıkamazsın
- 2007: Zeliha'nın Gözleri
- 2007: Asi
- 2010–2014: Şefkat Tepe
- 2012: Bir Zamanlar Osmanlı
- 2013: Geceler Yarim Oldu
- 2013: Herşey Yolunda Merkez
- 2014: Kızıl Elma
- 2016: Kehribar
- 2017: Diriliş: Ertuğrul
- 2019–2021: Kuzey Yıldızı İlk Aşk
- 2020: Hanımağa'nın Gelinleri
- 2021: Uzak Şehrin Masalı
- 2024: Yalan